# Tak (provins)
Tak, (thai: ตาก) är en provins (changwat) i västra Thailand. Provinsen hade år 2000 486 146 invånare på en areal av 16 406,6 km². Huvudorten heter Tak.

## Administrativ indelning
Provinsen är indelad i 9 distrikt (amphoe). Distrikten är i sin tur indelade i 63 subdistrikt (tambon) och 493 byar (muban). 